# Obłaziec (szczyt)
Obłaziec (638 m n.p.m.), czasami także Obora – szczyt w Paśmie Równicy w Beskidzie Śląskim.
Obłaziec jest ostatnim wzniesieniem w bocznym grzbiecie Cyrhli, który poprzez Bukową i Obłaziec opada w widły rzeki Wisła i jej dopływu – potoku Dobka. Stoki Obłaźca opadają bardzo stromo ku dolinie Wisły na wysokości przystanku kolejowego Wisła Obłaziec. Stąd pochodzi nazwa góry (Obłaziec): idący doliną Wisły podróżny musiał ją uciążliwie obchodzić (obłazić właśnie...).
Obłaziec jest porosnięty lasem i znajduje się w granicach miasta Wisła w województwie śląskim, powiecie cieszyńskim.